# José María Cela
José María Cela Ranilla (Zamora, España, 17 de diciembre de 1969) es un exfutbolista español que jugaba como delantero.

## Trayectoria
Formado en las categorías inferiores del Real Valladolid C. F., jugó en el equipo filial pucelano hasta que, en 1990, el Real Madrid C. F. se hizo con sus servicios. Permaneció una campaña con el Real Madrid C. F. "B" en Segunda División B y luego fue cedido por un año al C. D. Numancia de Soria, de la misma categoría.
Descartado definitivamente por el club blanco, en el verano de 1992 encontró acomodo en un equipo de Primera División, el Real Sporting de Gijón. En su primer año en Gijón, a las órdenes del técnico Bert Jacobs, participó en veintiséis partidos y anotó dos goles. Sin embargo, su suerte cambió con la llegada al banquillo de Mariano García Remón, en la temporada 1993-94. El preparador, que ya lo había descartado en el fútbol base del Real Madrid, lo relegó a un papel testimonial y participó únicamente en cuatro partidos ligueros.
Tras un año de ostracismo, en el verano de 1994 el club gijonés le dio la baja y Johan Cruyff decidió contratarlo para el F. C. Barcelona, en su intento de rejuvenecer al Dream Team. Sin embargo, Cela nunca logró hacerse un hueco en el primer equipo azulgrana, y sólo disputó un encuentro de la Copa Cataluña ante la U. E. Figueres. El resto de la temporada se alineó con el filial, en Segunda División. Fue el segundo máximo anotador del equipo, empatado con Luis Cembranos, con siete goles en veintisiete partidos.
Finalizado su contrato de una temporada con el Barcelona, fichó por la U. E. Lleida. En la temporada 1995-96 jugó veintidós partidos y anotó tres goles con los ilerdenses en la categoría de plata. Bajó un peldaño la temporada siguiente, al regresar al Numancia de Segunda B. En el verano de 1997, Bert Jacobs, que había sido su principal valedor en el Sporting de Gijón, lo contrató para el RKC Waalwijk de los Países Bajos. Tras dos temporadas jugando en la Eredivisie, Cela terminó su carrera como futbolista a los treinta años.

## Selección nacional
Disputó un partido internacional con la selección sub-20 de España y tres encuentros con la sub-19, durante su participación en la Copa del Atlántico de 1990.

## Clubes
| Club                     | País         | Año       |
| ------------------------ | ------------ | --------- |
| Gimnástica Medinense     | España       | 1988-1989 |
| Real Valladolid Promesas | España       | 1989-1990 |
| Real Madrid Deportivo    | España       | 1990-1991 |
| C. D. Numancia de Soria  | España       | 1991-1992 |
| Real Sporting de Gijón   | España       | 1992-1994 |
| F. C. Barcelona "B"      | España       | 1994-1995 |
| U. E. Lleida             | España       | 1995-1996 |
| C. D. Numancia de Soria  | España       | 1996-1997 |
| RKC Waalwijk             | Países Bajos | 1997-1999 |